# Триплет (лінза)

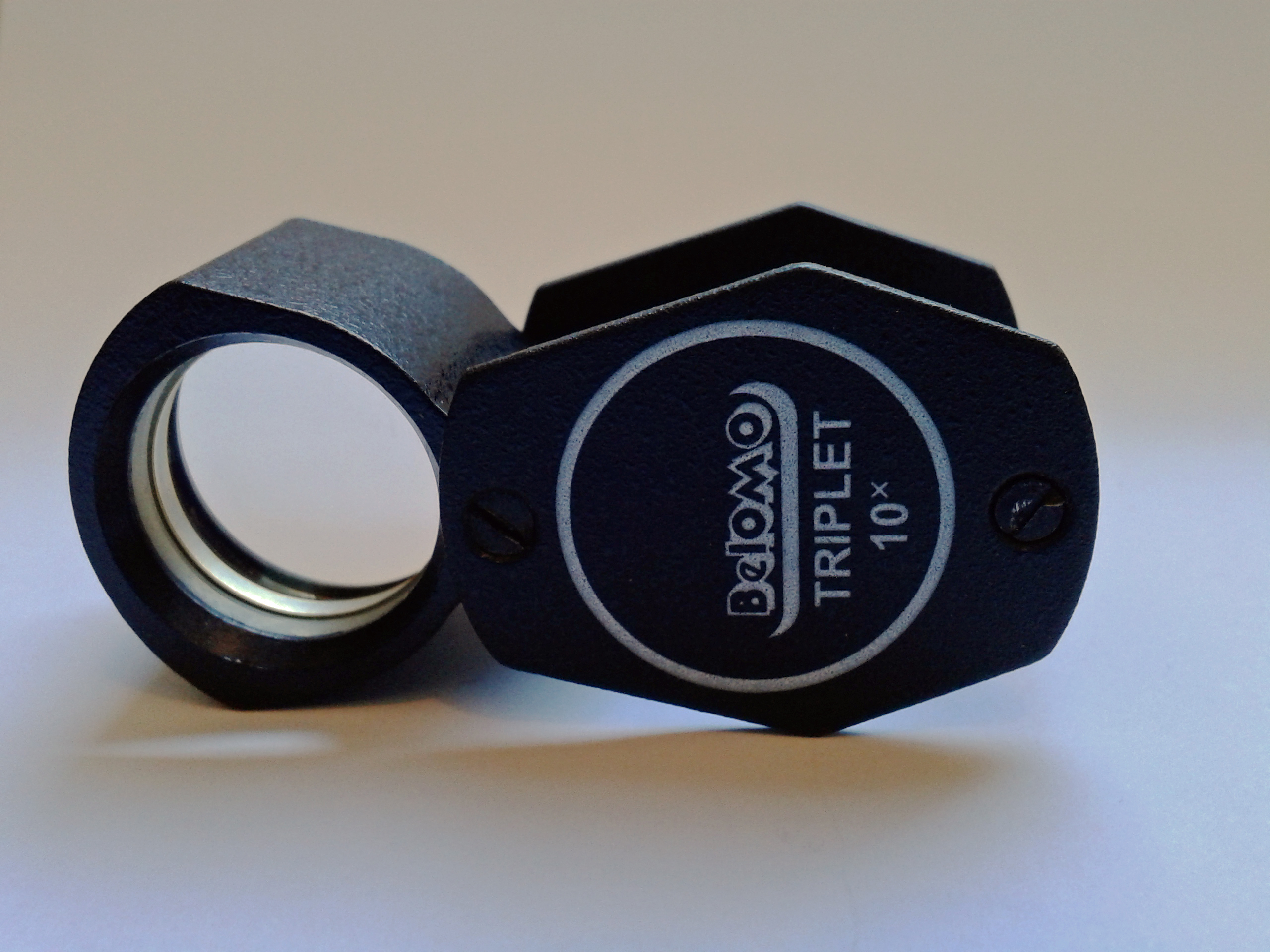
Ювелірна лупа БелОМО, виконана за схемою склеєного триплета

Трипле́т (від лат. triplus — потрійний) — об'єктив або елемент оптичної системи, що складається з трьох лінз. Лінзи можуть бути як склеєні між собою, так і розділені повітряними проміжками. Трьох лінз достатньо для виправлення всіх аберацій, тому триплет вважають найпростішим анастигматом. Світлосила таких об'єктивів може досягати високих значень за кута огляду до 60°. Найраціональнішою є конструкція триплета, яку запропонував ще Гаусс, і в якій одна від'ємна лінза розташована між двома додатними.
1893 року англієць Гарольд Тейлор (англ. Harold Dennis Taylor) сконструював склеєний триплет, який отримав назву «апохромат Тейлора». У такому об'єктиві, що призначався для телескопів, досконало виправлено хроматичну аберацію. Однак, найширшу популярність у світовому об'єктивобудуванні здобув розрахований через рік цим же оптиком триплет Кука, лінзи якого розділено повітряними проміжками. Об'єктив виявився настільки вдалим і простим, що після закінчення терміну патентних обмежень його почали відтворювати більшість оптичних фірм, і донині використовують у фотографії та кінематографі. Меншу популярність мав триплет Гастінгса, що складається з трьох склеєних лінз і набув деякого поширення в окулярах.
Склеєні триплети мають нижче світлорозсіювання, оскільки мають усього дві межі повітря/скло. Такі лінзи використовують як самостійно, так і як апохроматичні компоненти сучасних складних об'єктивів. Більшість ювелірних луп є склеєними триплетами, що складаються з двох збиральних лінз між якими розташована розсіювальна.